# Amt Ludendorf
Das Amt Ludendorf war ein Amt im Landkreis Bonn in der preußischen Rheinprovinz und in Nordrhein-Westfalen. Es ging aus der Bürgermeisterei Ollheim und dem Amt Ollheim hervor. Das Gebiet des Amtes gehört heute zur Gemeinde Swisttal im Rhein-Sieg-Kreis.

## Bürgermeisterei Ollheim
Der Raum Swisttal gehörte bis zur Franzosenzeit zum kurkölnischen Amt Bonn. Von 1798 bis 1814 standen alle linksrheinischen Gebiete unter französischer Herrschaft. Während dieser Zeit wurde nach französischem Vorbild die Mairie Ollheim eingerichtet, die zum Kanton Rheinbach im Arrondissement Bonn des Rhein-Mosel-Departements gehörte. Nachdem das Rheinland 1814 an Preußen gefallen war, wurde aus der Mairie die preußische Bürgermeisterei Ollheim, die 1816 zum neuen Kreis Rheinbach kam. Sie umfasste die elf Landgemeinden Buschhoven, Esch, Essig, Heimerzheim, Ludendorf, Miel, Morenhoven, Müggenhausen, Odendorf, Ollheim und Straßfeld.
Am Ende des Jahres 1927 wurde die Bezeichnung aller rheinischen Landbürgermeistereien in „Amt“ geändert. Die Bürgermeisterei Ollheim hieß nun Amt Ollheim.

## Amt Ollheim
Am 1. Oktober 1932 schieden die drei Gemeinden Esch, Müggenhausen und Straßfeld aus dem Amt aus und wechselten in den Kreis Euskirchen. Das verbliebene Amt Ollheim wurde aus dem aufgelösten Kreis Rheinbach in den Landkreis Bonn umgegliedert.
Im Januar 1961 wurde das Amt Ollheim in Amt Ludendorf umbenannt.

## Amt Ludendorf

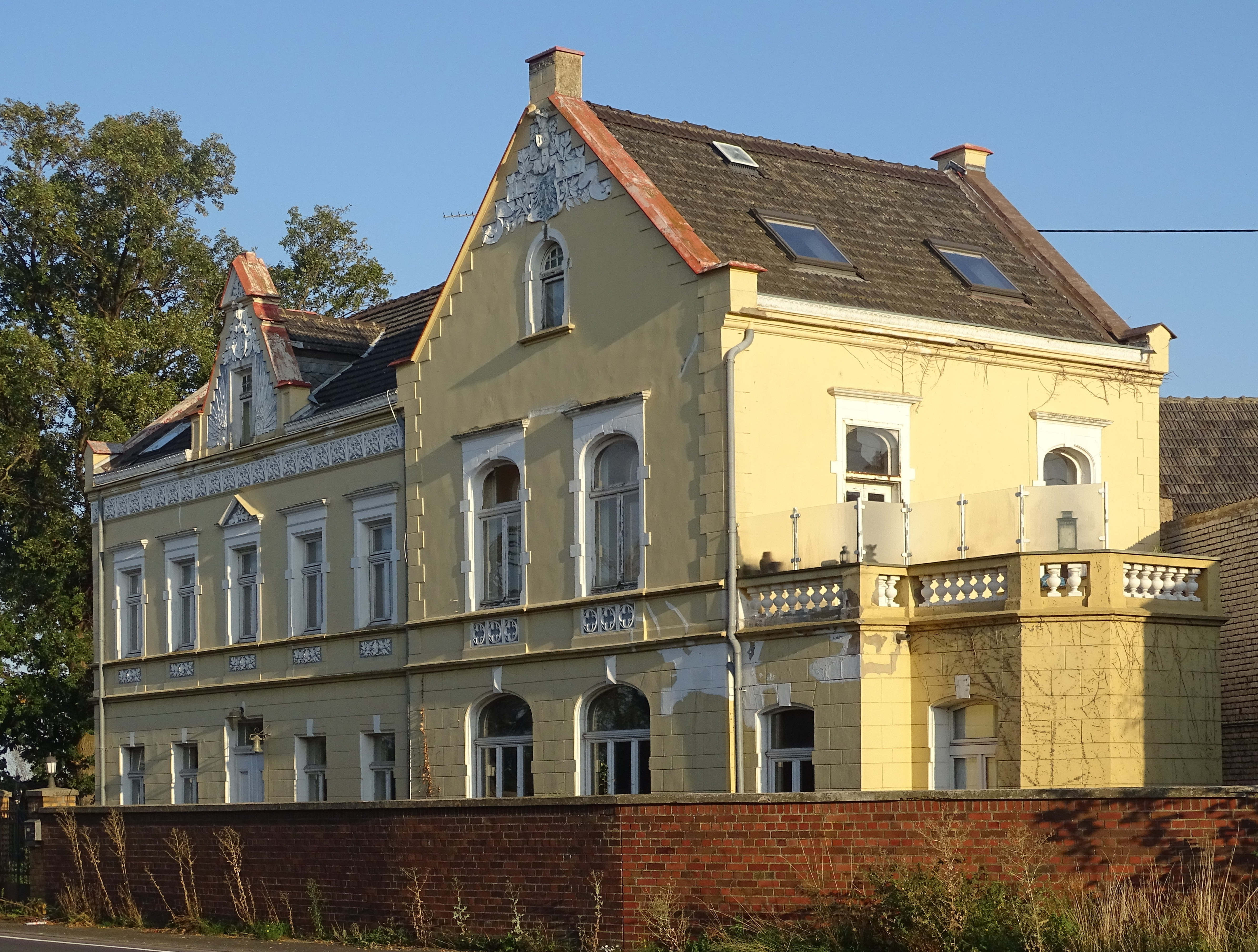
Altes Rathaus in Ludendorf

Das Amt Ludendorf wurde am 1. August 1969 durch das Bonn-Gesetz aufgelöst. Seine acht Gemeinden Buschhoven, Essig, Heimerzheim, Ludendorf, Miel, Morenhoven, Odendorf und Ollheim bildeten zusammen mit der Gemeinde Straßfeld aus dem Kreis Euskirchen die Gemeinde Swisttal, die zum neuen Rhein-Sieg-Kreis kam.

## Einwohnerentwicklung
| Jahr | Einwohner | Quelle |
| ---- | --------- | ------ |
| 1843 | 5379      | [ 3 ]  |
| 1871 | 5823      | [ 4 ]  |
| 1885 | 5928      | [ 5 ]  |
| 1910 | 5757      | [ 6 ]  |
| 1925 | 5983      | [ 7 ]  |
|      |           |        |
| 1939 | 5146      | [ 8 ]  |
| 1950 | 6430      | [ 9 ]  |
| 1961 | 7252      | [ 9 ]  |

Das Amt wurde 1932 verkleinert.

## Amtsbürgermeister
- 1933–1934   Hans Reichard
- 1945–1951   Carl von Jordans
- 1951–1964   Jakob Decker
- 1964–1969   Franz-Josef Hambach